# D-CAT
D-CAT (Diesel-Clean Advanced Technology) ist die Marketingbezeichnung einer Abgasreinigungstechnologie von Toyota, die Anwendung in Toyota- und Lexus-Dieselmotoren findet. Das System senkt die Rußpartikel-Emissionen auf ein mit Partikelfiltern vergleichbares Niveau, kommt ähnlich wie viele andere Systeme ohne Kraftstoffadditive aus und ist als wartungsfrei deklariert.

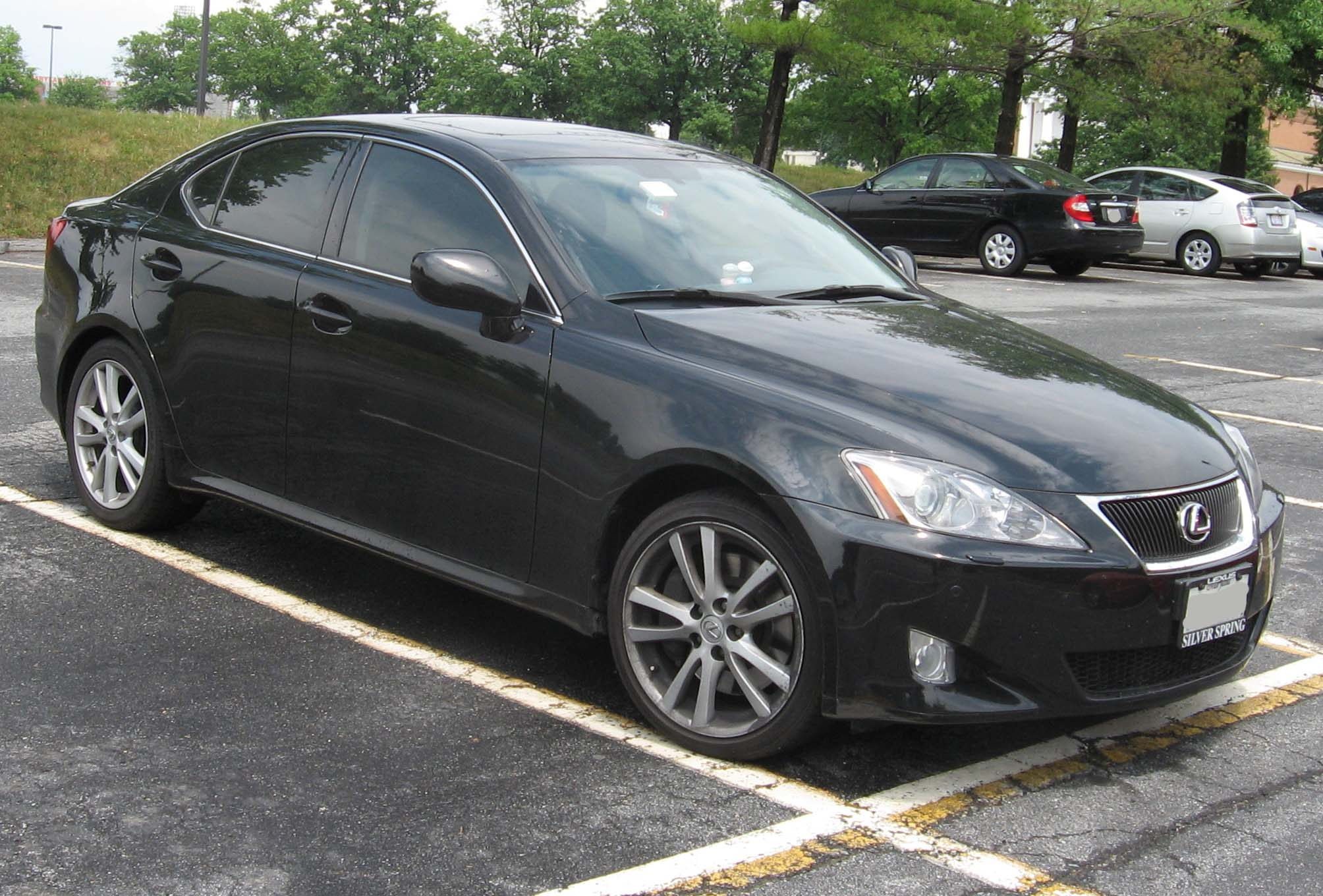
Der Lexus IS 220d arbeitet mit D-CAT

## Zweck
Um den gesetzlichen Umweltauflagen gerecht zu werden, werden Abgase durch thermochemische Verfahren nachbehandelt. Allerdings sind bei Dieselmotoren solche Verfahren seit den frühen 1990er-Jahren als Standard anzusehen. Um sich von der schon länger in diesem Bereich etablierte Konkurrenz abzuheben, unterschreiten die nachbehandelten Abgase in den D-CAT-Modellen von (Avensis, Corolla Verso, Auris, RAV-4 und Lexus IS) die Euro-4-Abgasgrenzwerte erheblich – um 80 % beim Partikelausstoß und um 50 % bei den Stickoxiden NOx. Das Verfahren im D-CAT 2.2 macht es zu einem der saubersten Dieselmotoren der Welt.
Beispielsweise zeichnet sich der Avensis D-CAT laut Konformitätszertifikat (Certificate of Conformity) durch einen NOx-Ausstoß von 110 mg/km (Euro-4/5/6-Wert: 250/180/80 mg/km) und einen Partikel-Ausstoß von 2 mg/km (Euro-4/5/6-Wert: 25/5/5 mg/km) aus.

## Leistung
Der Motor kann eine Leistung von 130 kW (177 PS) sowie ein maximales Drehmoment von 400 Nm erzeugen.

## Aufbau
Im Unterschied zu bereits im Markt befindlichen Rußpartikelfiltern reduziert das System sowohl Rußpartikel als auch Stickoxide. Wie andere Systeme auch arbeitet es wartungsfrei und kommt ohne den Zusatz von Additiven aus. Die Wirkung wird durch innermotorische Maßnahmen und die Nachschaltung eines speziellen Speicherkatalysators erreicht.
Herzstück des D-CAT-Systems sind das Reinigungssystem für Dieselrußpartikel und die Reduktion von Stickoxiden sowie die zweite Generation des Hochdruck-Common-Rail-Dieseleinspritzsystems. Hinzu kommen weitere Steuersysteme und Technologien.

### Speicherkatalysator
Das Reinigungssystem für Dieselrußpartikel und der Reduktion von Stickoxiden der unbehandelten Abgase (Diesel Particulate NOx Reduction, DPNR) arbeitet gleichzeitig und senkt so den Schadstoffausstoß von Dieselmotoren. Wie viele andere Partikelfilter auch ist der DPNR-Katalysator wartungsfrei, ist allerdings wegen der kombinierten Arbeitsweise in der Herstellung doppelt so teuer.

### Common-Rail-System der zweiten Generation
Mit dem D-4D-Hochdruck-Common-Rail-Dieselmotor zählte Toyota neben einigen anderen Herstellern 1995 zu den Pionieren auf diesem Gebiet. Das D-4D-System gehört zur neuesten Generation. Das Einspritzsystem arbeitet mit Piezo-Technologie. Das System gleicht dem von VDO Automotive und Bosch, wird jedoch von Denso gefertigt und kann unabhängig von der Motordrehzahl einen Einspritzdruck von 1.800 bar erzeugen. Dieses System bietet mit 0,4 Millisekunden einen kurzen Zeitabstand zwischen dem Ende der Voreinspritzung und dem Beginn der Haupteinspritzung.
Mit der Einführung der dritten Generation des Toyota Avensis (Deutschland-Start: 24. Januar 2009) steigt der maximale Einspritzdruck auf 2.000 bar.

### Mehrfacheinspritzung
Beim D-CAT-System sind zur Steuerung der Verbrennungsgeschwindigkeit bis zu fünf Einspritzungen pro Arbeitstakt möglich. Eine Einspritzung kurz vor der Haupteinspritzung reduziert sowohl den Stickstoffgehalt als auch den Geräuschpegel und mögliche Vibrationen. Durch eine Einspritzung kurz nach der Haupteinspritzung werden Partikelrückstände verbrannt.

### Einspritzung in den Auslasskanal
Der DPNR-Katalysator wirkt, indem das Kraftstoff-Luft-Verhältnis in den Abgasen durch das Motorsteuersystem variiert wird. Zu diesem Zweck sitzt eine fünfte Einspritzdüse im Auslasskanal, um die Betriebsbedingungen für den DPNR-Katalysator zu verbessern. Dieses kurzzeitige Anfetten des Kraftstoff-Luft-Gemisches ermöglicht dem DPNR-Katalysator, die gespeicherten Stickoxide auszulösen und zu reduzieren. Gleichzeitig verhindert die Einspritzung in den Auslasskanal eine Verunreinigung des Katalysators mit Schwefel, der sich sonst in seinem Inneren mit Stickoxiden (NOx) anreichern kann. Erreichen die gespeicherten Stickoxide einen bestimmten Wert, wird durch die Einspritzung in den Auslasskanal die Temperatur des Katalysatorbetts auf über 600 °C erhöht, um die Stickoxide thermisch zu zersetzen.

### Abgasrückführung
Das D-CAT-System arbeitet mit einem Abgasrückführungsventil (AGR-Ventil/bei Toyota EGR-Ventil) und einem Abgasrückführungskühler.
Dabei strömt je nach Lastzuständen ein unterschiedlich hoher Anteil des Abgases durch das AGR-Ventil und den AGR-Kühler zurück in den Ansaugtrakt. Durch dieses System kann die Verbrennungstemperatur gesenkt werden, wodurch bedeutend weniger Stickoxide entstehen. Der Kühleffekt beruht darauf, dass das zurückgeführte Abgas keinen Sauerstoff mehr enthält und somit nicht an der Verbrennung teilnimmt. Da ein Teil dieses Effektes durch die hohe Abgastemperatur kompensiert würde, wird ein Abgasrückführungskühler verwendet, um diesen Kompensationseffekt möglichst gering zu halten.

## Verbrennungstemperatur
Eine niedrige Verbrennungstemperatur reduziert direkt die Bildung von Stickoxiden.

## Stufenweise Treibstoffeinspritzung (Uniform Bulky Combustion System)
Diese Technologie ermöglicht die weitgehend geräuscharme Verbrennung (Eliminierung des Nageln) bei niedrigen Temperaturen. Dies geschieht durch die Aufteilung der Kraftstoffeinspritzung in Stufen. So entsteht zunächst ein vorläufiges Gemisch mit hohem Luftüberschuss, während der Einspritzzeitpunkt zur Verbrennung des restlichen Kraftstoffs verzögert wird.

## Sensoren
Das D-CAT-System von Toyota basiert auf der kontinuierlichen Versorgung des Motorsteuersystems mit Daten. Die Daten werden von Sensoren geliefert, die Veränderungen bezüglich des Kraftstoff-Luft-Verhältnisses, der Abgastemperatur und des Drucks erkennen.

## Nachteile
Obwohl das System als sehr zuverlässig gilt, können Defekte auftreten, die wegen des komplizierten Aufbaus schwer zu lokalisieren sind. Ein weiterer Nachteil ist der höhere Kraftstoffverbrauch (0,2 bis 0,45 Liter pro 100 km).
Wie beim Langstreckentest (2006) von der Zeitschrift Auto Bild zu lesen ist, hat der komplizierte Toyota-D-CAT nicht selten den unangenehmen Effekt, dass weiße oder blaue Rauchschwaden aus dem Auspuff quellen, so dass andere Verkehrsteilnehmer einen Fahrzeugbrand vermuten. Diese Rauchschwaden treten bei der Reinigung des DPNR-Speicherkatalysators auf. Bei neueren D-Cat-Modellen (etwa ab 2007) wurde das System überarbeitet, so dass dieser Effekt nicht mehr auftreten soll.
Tritt dennoch bei D-CAT-Modellen Weißrauchbildung auf, sei es bei Modellen vor 2007 oder nach 2007, kann der Mangel durch den jeweiligen Toyota-Vertragshändler durch Aktualisierung der Programme und Steuerungsparameter des Motorsteuergeräts behoben werden.